# Рудравікрама
Рудравікрама (Рудраварман) (д/н — 775) — махараджа Шривіджаї близько 724/728—775 роках. У китайців відомий був як Лю Тен-вейкун.

## Життєпис
Син махараджі Шрі Індравармана. Посів трон між 724 і 728 роками. Продовжив дружні відносини з імперією Тан та Омеядським халіфатом. У 728 і 742 роках відправляв до танського імператора Сюань-цзуна посланців, що підтверджували дружбу між імперіями. Разом з тим повалення Аббасидами влади Омеядів у 750 році та розгардіяш у халіфаті протягом декількох років ймовірно призвело до обмеження дипломатичних контактів з ним.
При цьому Шривіджая продовжувала свою північну експансію вздовж Малаккської протоки (в східній та північній Суматрі, півострові Малакка) та південно-східну навколо Зондської протоки, щоб забезпечити свою торговельну гегемонію в регіоні. Ймовірно набуття потуги дозволило Рудравікраму прийняти почесний титул амрта («безсмертний»), що відбулися у згадці в «Новій книзі Тан» як «хоміто».
Припускають, що кінець панування відзначився послабленням держави внаслідок поразок від яванського царства Матарам. Помер чи був повалений до 775 року. Владу перебрав Дхармасету з яванської династії Шайлендрів.